# Xavier Samuel

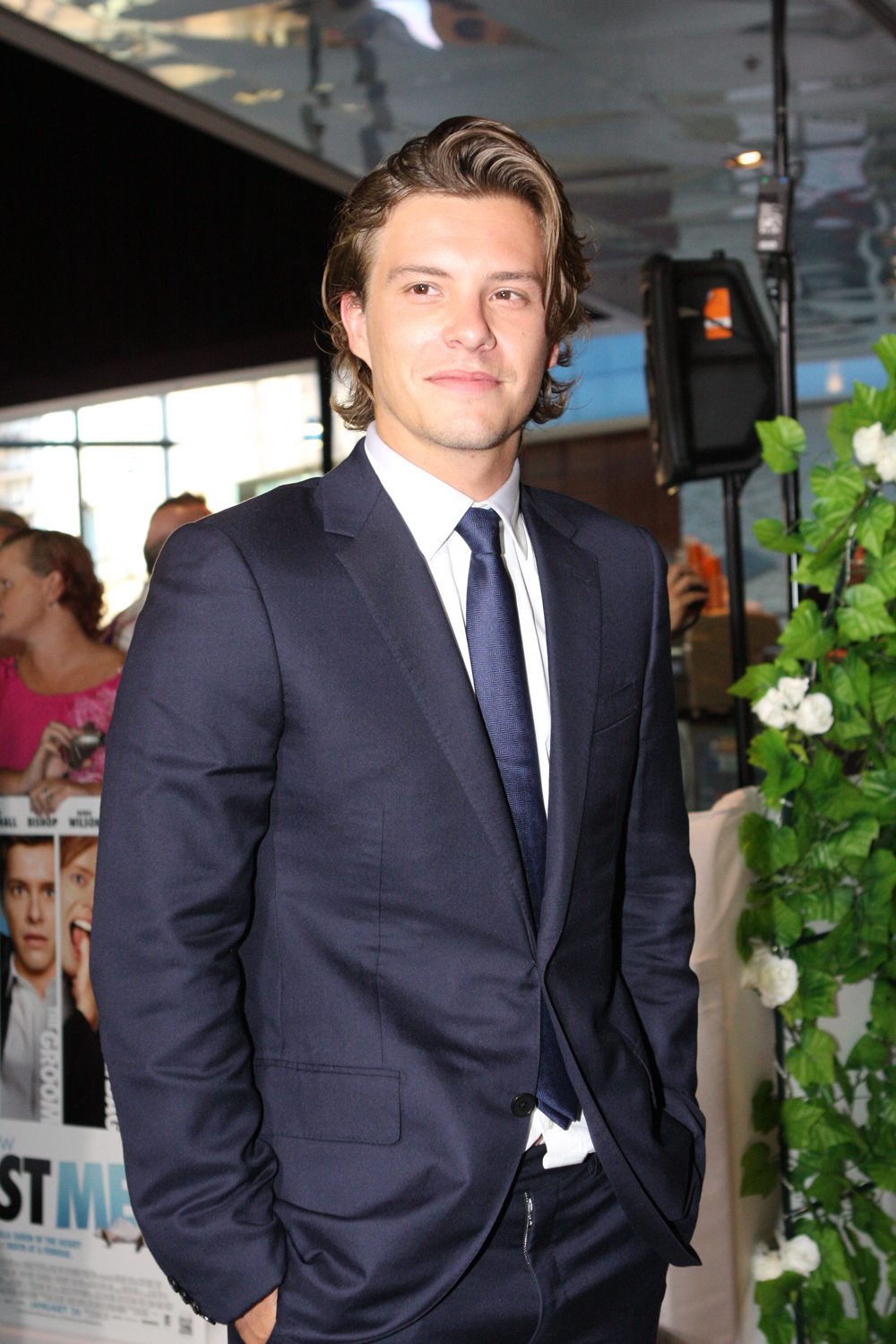
Xavier Samuel (2012)

Xavier Samuel (* 10. Dezember 1983 in Hamilton, Victoria) ist ein australischer Film- und Fernsehschauspieler.

## Leben
Xavier Samuel wurde in Hamilton geboren und wuchs in Adelaide auf. Seine Eltern sind Maree und Clifford Samuel. 2001 machte er seinen Abschluss am Rostrevor College und startete seine internationale Karriere nach einigen schulischen Aufführungen in der Fernsehserie McLeods Töchter als Jason. 2009 spielte er in einer Hauptrolle Brent Mitchell im australischen Horrorfilm The Loved Ones – Pretty in Blood. Später spielte er in Eclipse – Bis(s) zum Abendrot den Vampir Riley.
Der Schauspieler war mit dem deutschen Model Shermine Shahrivar zusammen.

## Filmografie (Auswahl)
- 2003: McLeods Töchter (McLeod’s Daughters, Fernsehserie, Episode 3x13)
- 2006: 2:37
- 2006: Angela’s Decision
- 2007: September
- 2008: Newcastle
- 2009: The Loved Ones – Pretty in Blood (The Loved Ones)
- 2010: Eclipse – Biss zum Abendrot (The Twilight Saga: Eclipse)
- 2010: Road Train
- 2011: Anonymus (Anonymous)
- 2011: Die Trauzeugen (A Few Best Men)
- 2012: Bait 3D – Haie im Supermarkt (Bait 3D)
- 2013: Tage am Strand (Adore)
- 2013: Drift – Besiege die Welle (Drift)
- 2013: Plush
- 2014: Herz aus Stahl (Fury)
- 2015: Frankenstein – Das Experiment (Frankenstein)
- 2016: Love & Friendship
- 2016: Mr. Church
- 2017: Sieben Seiten der Wahrheit (Seven Types of Ambiguity, Fernsehserie, 7 Folgen)
- 2021: Tell Me Your Secrets (Fernsehserie, 8 Folgen)
- 2022: Elvis
- 2022: Blond (Blonde)
- 2023: Die verlorenen Blumen der Alice Hart (Serie)
- 2025 The Stolen Girl (Serie)